# Roger Reynolds
Roger Lee Reynolds (18 de juliol de 1934) és un compositor estatunidenc guanyador d'un premi Pulitzer. La seva música va des d'allò purament instrumental i vocal fins a la utilització d'ordenadors, vídeo, dansa o teatre. Es nutreix de la tradició occidental i de l'asiàtica (ja que va viure al Japó) i de la literatura i les arts visuals. Va estudiar a la Universitat de Michigan.